# Верхние Тимерсяны
Ве́рхние Тимерся́ны  (чув. Ирҫел)  — село в составе Тимерсянского сельского поселения Цильнинского района Ульяновской области. 

## География
Находится у речки Тимерсянка на расстоянии примерно 17 километров на запад-северо-запад по прямой от районного центра села Большое Нагаткино. 

## История
Основано во второй половине XVII века, между 1665 по 1670 г.г.
В 1750 году ясачными чувашами была основана деревня Салейкино.
В 1780 году деревня Верхних Тимерсян, крещеных чуваш, крещеной мордвы, вошла в состав Симбирского уезда Симбирского наместничества.
В 1859 году деревня Верхние Тимерсяны по проселочному тракту из г. Симбирска в с. Старые Алгаши, в 1-м стане Симбирского уезда Симбирской губернии.
В 1861 году деревня стала волостным центром.
В 1894–95 годах был построен деревянный храм, с престолом — во имя Св. Троицы.
В 1913 году было 360 дворов и 2286 жителей, Троицкая деревянная церковь. Альтернативное название Мордовские Тимерсяны. В 1990-е годы работал СПК «Верхнетимерсянское» .

## Население
Население составляло: на 1780 г. 196 - крещеных чуваш, 20 - крещеной мордвы, во время генерального межевания (1795) здесь жили "ясашные крещеные чуваши", в числе 264 муж. и 287 жен. (88 дворов). При освобождении от крепостной зависимости (1861), 530 ревизских душ (164 двора), на 1900 г. — в 296 дворах жило: 893 м. и 880 ж.; 1029 человек в 2002 году (чуваши 99%), 949 по переписи 2010 года.

## Известные уроженцы
- Тражукова, Инна Вячеславовна (1990) — российская спортсменка. Чемпионка мира 2019 года, чемпионка и призёр чемпионатов России по вольной борьбе, обладательница Кубка России, обладательница Кубка европейских наций, призёр чемпионата Европы, призёр Кубка мира, участница Европейских игр 2015 года в Баку и Летних Олимпийских игр 2016 года в Рио-де-Жанейро.